# St. Petri (Grone)

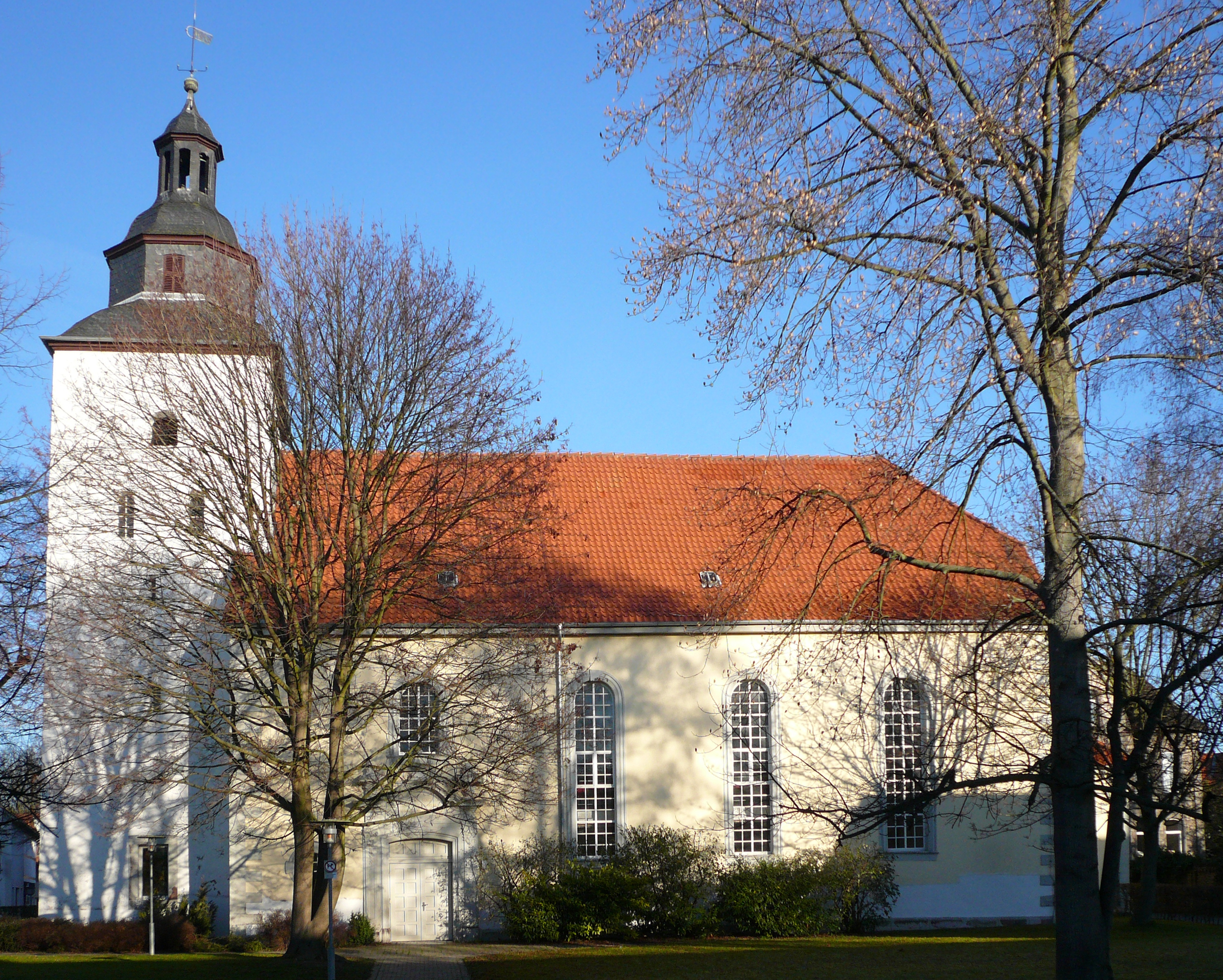
St. Petri (2008)

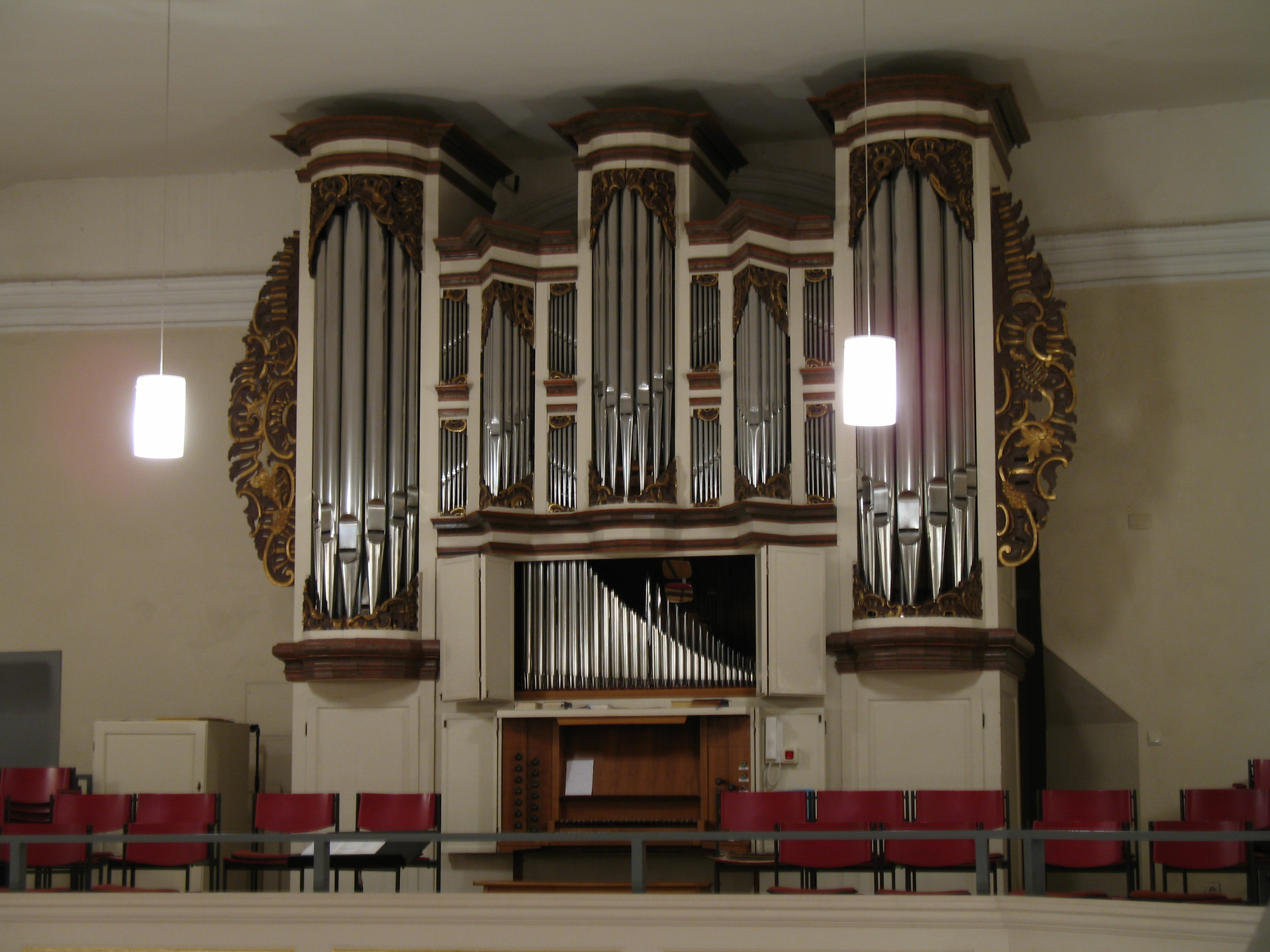
Orgel (2011)

Die evangelisch-lutherische Kirche St. Petri steht in Grone, einem westlichen Stadtteil der Universitätsstadt Göttingen im Landkreis Göttingen von Niedersachsen. Die Kirchengemeinde gehört zum Kirchenkreis Göttingen im Sprengel Hildesheim-Göttingen der Evangelisch-lutherischen Landeskirche Hannovers.

## Geschichte
Der heutigen Kirchenbau hat mindestens fünf Vorgänger, wie 1969 archäologisch ermittelt werden konnte. Eine erste nachweisbare Kirche entstand als Rechtecksaal um 800; sie wurde Mitte des 10. Jahrhunderts zu einer Saalkirche mit eingezogener Apsis erweitert und noch vor Mitte des 11. Jahrhunderts zu einer dreischiffigen Anlage umgebaut. Der im Kern wohl aus dem 13./14. Jahrhundert stammende Westturm dient auch als Warte mit Sichtverbindungen zu den Warten und Türmen der Göttinger Umgebung.
Planung und Bau der heutigen barocken Saalkirche begannen 1750; sie wurde am 20. November 1754 eingeweiht, wovon die Inschrift über dem Nordportal Zeugnis ablegt. 1753–1754 wurde auch der ehemals nur vom Kirchenschiff aus zugängliche mittelalterliche Turm mit „Duffstein“-Mauerwerk aufgestockt und erhielt eine geschweifte, schiefergedeckte Haube, auf der eine Laterne mit einer Turmkugel sitzt.
Portale befanden sich zunächst nur im Norden und Süden. Bei der Renovierung 1869 wurde in die westliche Wand des Turms ein historisierendes Portal eingebrochen. Eine weitere durchgreifende Instandsetzung fand 1968–1969 statt und brachte einen Umbau der Empore sowie eine Erneuerung des Gestühls. Im gleichzeitig erneuerten Fußboden sind die Umrisse einer archäologisch ergrabenen Vorgängerkirche abgebildet.

## Ausstattung
Der Innenraum wird beherrscht vom feierlichen Kanzelaltar mit Rocaille-Ornamentik, einem Werk von 1753 des Hannoverschen Hofbildhauer Johann Friedrich Ziesenis. Ältestes Ausstattungsstück der Petrikirche ist eine silberne Weinkanne von 1650; sie stammt aus der Göttinger St. Nikolaikirche und ging 1846 in den Besitz der Petrikirche über.
Die Barockorgel wurde 1753 von Johann Wilhelm Gloger hinter einem Prospekt von 1751 erbaut und 1898 durch ein Werk von P. Furtwängler & Hammer ersetzt. 1970 erfolgte ein Neubau mit 20 Registern, zwei Manualen und Pedal durch Paul Ott, der 2000 von Orgelbau Mühleisen restauriert wurde (siehe auch: Liste von Orgeln in Südniedersachsen).
Die Schlagglocken von 1588 und 1746 sowie die große Kirchenglocke von 1698 wurden aus dem abgerissenen Vorgängerbau übernommen. Die Turmuhr von J. F. Weule wurde erst 1911 eingebaut.

## Varia
Den Hochaltar der letzten Vorgängerkirche erwarb 1754 die evangelische St. Martini-Kirchengemeinde in Güntersen von der Kirchengemeinde St. Petri in Grone und integrierte ihn in Güntersen in einen Kanzelaltar.
Die 1777 geweihte evangelische St. Johannis-Kirche in Groß-Berkel gleicht weitgehend der Petrikirche in Grone und wurde nachweisbar durch den Zimmer- und Schleusenmeister Dammert nach deren Vorbild errichtet. Und auch der dortige Kanzelaltar stammt von Johann Friedrich Ziesenis.